# Nuoto ai campionati mondiali di nuoto 2013 - 100 metri farfalla maschili
Le qualifiche per la semifinale si sono svolte la mattina del 2 agosto 2013, mentre la semifinale si è svolta la sera dello stesso giorno. La finale, invece, si è svolta la sera del 3 agosto 2013.

## Medaglie
| Posizione | Atleta          | Paese     |
| --------- | --------------- | --------- |
| Oro       | Chad le Clos    | Sudafrica |
| Argento   | László Cseh     | Ungheria  |
| Bronzo    | Konrad Czerniak | Polonia   |

## Record
Prima della manifestazione il record del mondo (WR) e il record dei campionati (CR) erano i seguenti.
| Record mondiale       | 49"82 | Michael Phelps Stati Uniti | 1º agosto 2009 Roma, Italia |
| Record dei campionati | 49"82 | Michael Phelps Stati Uniti | 1º agosto 2009 Roma, Italia |

## Risultati

### Batterie
| Pos. | Batteria | Corsia | Atleta               | Nazionalità                   | Tempo   | Note |
| ---- | -------- | ------ | -------------------- | ----------------------------- | ------- | ---- |
| 1    | 4        | 4      | Evgenij Korotyškin   | Russia                        | 51"55   | Q    |
| 2    | 5        | 4      | Chad le Clos         | Sudafrica                     | 51"88   | Q    |
| 3    | 6        | 8      | László Cseh          | Ungheria                      | 51"89   | Q    |
| 4    | 5        | 7      | Ivan Lenđer          | Serbia                        | 51"95   | Q    |
| 5    | 5        | 5      | Matteo Rivolta       | Italia                        | 52"00   | Q    |
| 6    | 4        | 6      | Jaŭhen Curkin        | Bielorussia                   | 52"03   | Q    |
| 7    | 6        | 4      | Steffen Deibler      | Germania                      | 52"07   | Q    |
| 8    | 5        | 6      | Nikolaj Skvorcov     | Russia                        | 52"09   | Q    |
| 9    | 5        | 3      | Konrad Czerniak      | Polonia                       | 52"12   | Q    |
| 10   | 6        | 6      | Michael Rock         | Gran Bretagna                 | 52"13   | Q    |
| 11   | 4        | 3      | Paweł Korzeniowski   | Polonia                       | 52"16   | Q    |
| 12   | 5        | 0      | Thiago Pereira       | Brasile                       | 52"23   | Q    |
| 13   | 4        | 5      | Ryan Lochte          | Stati Uniti                   | 52"26   | Q    |
| 14   | 6        | 5      | Eugene Godsoe        | Stati Uniti                   | 52"38   | Q    |
| 15   | 5        | 2      | Takurō Fujii         | Giappone                      | 52"50   | Q    |
| 16   | 6        | 7      | Philip Heintz        | Germania                      | 52"52   | Q    |
| 17   | 4        | 7      | Joseph Schooling     | Singapore                     | 52"56   |      |
| 18   | 5        | 8      | Francois Heersbrandt | Belgio                        | 52"75   |      |
| 19   | 4        | 2      | Tommaso D'Orsogna    | Australia                     | 52"82   |      |
| 20   | 6        | 3      | Chris Wright         | Australia                     | 52"83   |      |
| 21   | 5        | 1      | Pavel Sankovič       | Bielorussia                   | 52"87   |      |
| 22   | 3        | 6      | Mario Todorović      | Croazia                       | 52"92   |      |
| 23   | 4        | 8      | Rafael Muñoz         | Spagna                        | 52"94   |      |
| 24   | 6        | 2      | Bence Pulai          | Ungheria                      | 52"98   |      |
| 25   | 6        | 1      | Yūki Kobori          | Giappone                      | 53"11   |      |
| 25   | 6        | 0      | Mauricio Fiol        | Perù                          | 53"11   |      |
| 27   | 6        | 9      | Benjamin Hockin      | Paraguay                      | 53"28   |      |
| 28   | 3        | 5      | Alexandru Coci       | Romania                       | 53"34   |      |
| 29   | 3        | 3      | Coleman Allen        | Canada                        | 53"53   |      |
| 30   | 4        | 1      | Mehdy Metella        | Francia                       | 53"77   |      |
| 31   | 5        | 9      | Simao Morgado        | Portogallo                    | 53"83   |      |
| 32   | 3        | 4      | Dominik Meichtry     | Svizzera                      | 53"96   |      |
| 33   | 3        | 2      | Tadas Duskinas       | Lituania                      | 53"97   |      |
| 34   | 4        | 0      | Chang Gyu-Cheol      | Corea del Sud                 | 54"09   |      |
| 35   | 3        | 7      | Yevgeniy Lazuka      | Azerbaigian                   | 54"29   |      |
| 36   | 3        | 1      | Liu Weijia           | Cina                          | 54"37   |      |
| 37   | 3        | 9      | Marwan Adel          | Egitto                        | 54"39   |      |
| 38   | 3        | 0      | Martin Zikmund       | Rep. Ceca                     | 54"63   |      |
| 39   | 2        | 7      | Ricardo Yee          | Panama                        | 55"82   |      |
| 40   | 2        | 1      | Jessie Lacuna        | Filippine                     | 55"92   |      |
| 41   | 2        | 6      | Joshua McLeod        | Trinidad e Tobago             | 56"06   |      |
| 42   | 2        | 2      | Tyrone Alvarado      | Ecuador                       | 56"27   |      |
| 43   | 2        | 3      | Ifalemi Sau-Paea     | Tonga                         | 56"32   |      |
| 44   | 2        | 4      | Alexandre Bakhtiarov | Cipro                         | 56"38   |      |
| 45   | 3        | 8      | Yousef Al-Askari     | Kuwait                        | 56"40   |      |
| 46   | 1        | 6      | Anthony Ralefy       | Madagascar                    | 56"48   |      |
| 46   | 2        | 5      | Ayman Klzie          | Siria                         | 56"48   |      |
| 48   | 1        | 4      | Christopher Clark    | Polinesia francese            | 56"50   |      |
| 49   | 1        | 3      | Ralph Goveia         | Zimbabwe                      | 57"66   |      |
| 50   | 2        | 0      | Sofyan El-Gadi       | Libia                         | 57"79   |      |
| 51   | 2        | 8      | Afshin Asgari        | Iran                          | 59"29   |      |
| 52   | 2        | 9      | Ameer Ali            | Iraq                          | 59"81   |      |
| 53   | 1        | 2      | Oumar Toure          | Mali                          | 59"86   |      |
| 54   | 1        | 1      | Stanford Kawale      | Papua Nuova Guinea            | 1'02"42 |      |
| 55   | 1        | 7      | Kensuke Kimura       | Isole Marianne Settentrionali | 1'02"79 |      |
| 56   | 1        | 9      | Sylla Alassane       | Costa d'Avorio                | 1'03"49 |      |
| 57   | 1        | 8      | Haris Bandey         | Pakistan                      | 1'06"03 |      |
|      | 1        | 0      | Abdulrahman Al-Ishaq | Qatar                         |         | DNS  |
|      | 1        | 5      | Nuno Miguel Rola     | Angola                        |         | DNS  |
|      | 4        | 9      | Simon Sjödin         | Svezia                        |         | DNS  |

### Semifinali

#### Semifinale 1
| Pos. | Corsia | Atleta            | Nazionalità   | Tempo | Note |
| ---- | ------ | ----------------- | ------------- | ----- | ---- |
| 1    | 4      | Chad le Clos      | Sudafrica     | 51"52 | Q    |
| 2    | 3      | Jaŭhen Curkin     | Bielorussia   | 51"78 | Q    |
| 3    | 6      | Nikolay Skvortsov | Russia        | 51"86 |      |
| 4    | 1      | Eugene Godsoe     | Stati Uniti   | 51"96 |      |
| 5    | 5      | Ivan Lenđer       | Serbia        | 52"10 |      |
| 6    | 8      | Philip Heintz     | Germania      | 52"37 |      |
| 7    | 7      | Thiago Pereira    | Brasile       | 52"43 |      |
| 8    | 2      | Michael Rock      | Gran Bretagna | 52"55 |      |

#### Semifinale 2
| Pos. | Corsia | Atleta             | Nazionalità | Tempo | Note |
| ---- | ------ | ------------------ | ----------- | ----- | ---- |
| 1    | 1      | Ryan Lochte        | Stati Uniti | 51"48 | Q    |
| 2    | 2      | Konrad Czerniak    | Polonia     | 51"55 | Q    |
| 3    | 4      | Evgenij Korotyškin | Russia      | 51"60 | Q    |
| 4    | 5      | László Cseh        | Ungheria    | 51"61 | Q    |
| 5    | 3      | Matteo Rivolta     | Italia      | 51"64 | Q    |
| 6    | 6      | Steffen Deibler    | Germania    | 51"65 | Q    |
| 7    | 7      | Paweł Korzeniowski | Polonia     | 51"85 |      |
| 8    | 8      | Takurō Fujii       | Giappone    | 52"27 |      |

### Finale
| Pos. | Corsia | Atleta             | Nazionalità | Tempo | Note |
| ---- | ------ | ------------------ | ----------- | ----- | ---- |
|      | 5      | Chad le Clos       | Sudafrica   | 51"06 |      |
|      | 2      | László Cseh        | Ungheria    | 51"45 |      |
|      | 3      | Konrad Czerniak    | Polonia     | 51"46 |      |
| 4    | 1      | Steffen Deibler    | Germania    | 51"54 |      |
| 5    | 6      | Evgenij Korotyškin | Russia      | 51"57 |      |
| 6    | 4      | Ryan Lochte        | Stati Uniti | 51"58 |      |
| 7    | 7      | Matteo Rivolta     | Italia      | 51"65 |      |
| 7    | 8      | Jaŭhen Curkin      | Bielorussia | 51"65 |      |